# 2009 UF156
2009 UF156, também escrito como 2009 UF156, é um objeto transnetuniano que está localizado no Cinturão de Kuiper, uma região do Sistema Solar. Este corpo celeste é classificado como um cubewano. Ele possui uma magnitude absoluta de 6,5 e tem um diâmetro estimado com 221 km.

## Descoberta
2009 UF156 foi descoberto no dia 18 de outubro de 2009.

## Órbita
A órbita de 2009 UF156 tem uma excentricidade de 0,020 e possui um semieixo maior de 42,776 UA. O seu periélio leva o mesmo a uma distância de 41,908 UA em relação ao Sol e seu afélio a 43,643 UA.